# 吴保山
吴保山（1915年—1972年），又名吴宝山、巫保山，江西赣县人，中国人民解放军将领、中国人民解放军开国少将。
1934年，参加中国工农红军，后担任红九军团政治部地方工作科科长，参加长征。后任红三十二军政治部地方工作部部长、组织部部长。抗日战争期间，担任陕甘宁晋绥联防军第385旅第二团政委。后改任东北野战军第四纵队第十一师副政委，解放军第41军第122师、121师政委，参加塔山战役。朝鲜战争期间，曾任中国人民志愿军46军政委。1955年，授予中国人民解放军少将。后任沈阳军区政治部主任、福州军区副政委。